# REFInd
 (juillet 2022).

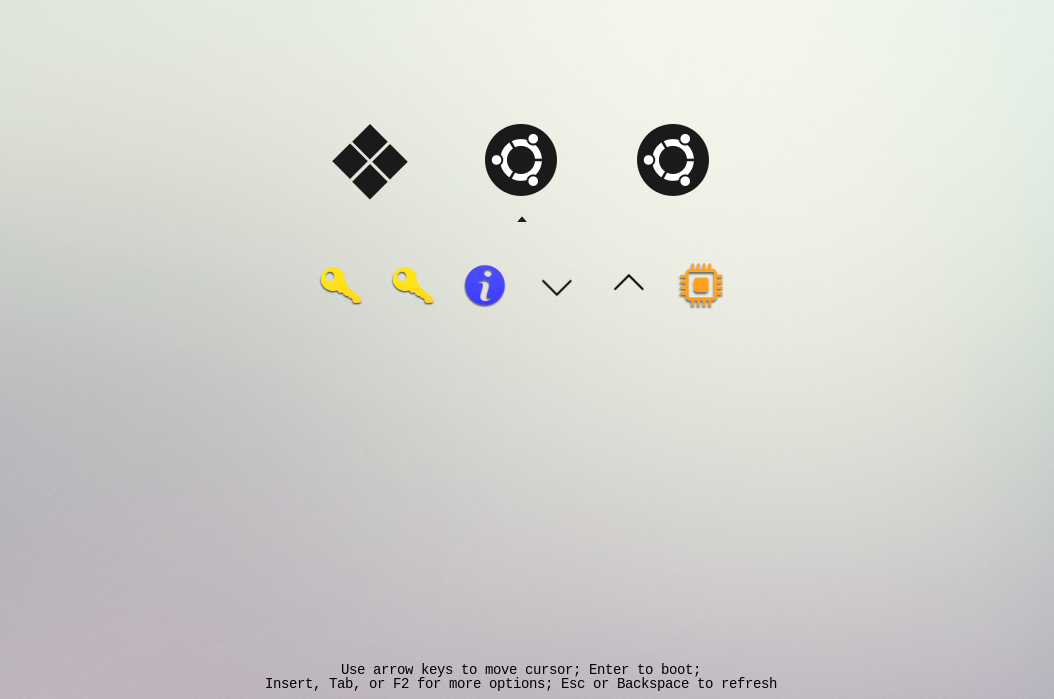
capture d'écran

rEFInd, est un boot manager pour les firmwares de type EFI, UEFI plus exactement. Il est spécialement pensé pour venir trouver automatiquement et démarrer tous les OS d'un ordinateur à partir de la partition du disque dédié au "boot". Selon Roderick W. Smith, un employé de Canonical et son développeur, rEFInd produit moins d'erreurs, propose plus d'options et demeure moins complexe à installer que l'un des logiciels équivalents mais pas égal, GRUB 2. Ce boot manager, est aussi un boot loader et ce n'est pas le cas de rEFInd, bien que le public ne s'en rende pas facilement compte, car la plupart des OS disposent d'un boot loader intégré qui démarre le noyau.

## Historique
Ce programme a été développé à partir de 2012. Il est issu d'un fork, par son développeur, du boot manager rEFIt, dont le développement a été arrêté fin 2010. Ce dernier était dédié aux usages essentiels de multi-boot sur Mac, comme rEFInd, qui lui est en plus compatible avec les UEFI sur PC.

## Caractéristiques
rEFInd supporte les différentes implémentations des BIOS de fabricants des cartes-mères. Sa facilité d'installation et la qualité de l'instruction du code du programme permettent une grande flexibilité d'usage. Ce qui lui permet une excellente qualité de détection des OS pouvant démarrer sur un disque dur, qui d'habitude, est un point compliqué à gérer pour le public. La compatibilité de rEFInd avec le mode Secure Boot des BIOS a été augmenté, notamment avec le système libre GNU/Linux Ubuntu, selon les notes dans le code source du logiciel c'est une amélioration notable de la version 0.10.2 de rEFInd.
Il est aussi possible d'installer rEFInd sur une clé usb, ce qui a pour avantage de la rendre optimisée pour démarrer dessus (usuellement "bootable") sur tous types d'ordinateurs aussi bien Mac que PC, pourvu que leur BIOS utilise un UEFI en démarrant, ce qui se paramètre dans le-dit BIOS, accessible par l'enfoncement d'une touche spéciale au démarrage de l'ordinateur.

## Commentaire dans la presse
Selon J.A. Watson, en 2013, ce boot manager, rEFInd, fonctionne vraiment très bien et détecte les OS présents sur un disque, de plus son graphisme est visuellement abouti. Par la présence d'icônes détaillés, la sélection des OS est vraiment facilitée, ce qui est utile pour démarrer le bon système.
Selon Chris Hoffman, en 2015, il n'est pas nécessaire d'installer rEFInd sur son disque dur pour pouvoir l'utiliser, en l'installant sur une clé USB, vous pourrez démarrer les OS du disque en utilisant la clé USB avec rEFInd pour démarrer.

## Compatibilité
rEFInd est compatible avec les systèmes d'exploitation GNU/Linux, OSX, Windows. Cependant, il est important de noter qu'il s'installe dans l'ESP du disque dur (ou d'une clé USB), donc la question de la table de partition et du mode de démarrage du Bios entre en jeu dans sa programmation.
Bien que certains BIOS soient configurés avec le Secure Boot, il est possible d'utiliser rEFInd en utilisant ce mode, mais en ajoutant, soit le programme Shim, soit un programme de pré-chargement.